# Hypericum lianzhouense
Hypericum lianzhouense är en johannesörtsväxtart. Hypericum lianzhouense ingår i släktet johannesörter, och familjen johannesörtsväxter.

## Underarter
Arten delas in i följande underarter:
- H. l. guangdongense
- H. l. lianzhouense